# Pirongia
Cet article concerne la localité de Pirongia. Pour le volcan portant ce nom, voir mont Pirongia.
 (décembre 2023).
Si vous disposez d'ouvrages ou d'articles de référence ou si vous connaissez des sites web de qualité traitant du thème abordé ici, merci de compléter l'article en donnant les références utiles à sa vérifiabilité et en les liant à la section « Notes et références ».
Pirongia est une petite localité du district de Waipa, située dans la région de Waikato dans l’île du Nord de la Nouvelle-Zélande.

## Situation
Elle est localisée à 12 kilomètres à l’ouest de la ville de Te Awamutu, sur les berges de la rivière Waipa, quasiment au pied du mont Pirongia, haut de 959 mètres, qui est à l’intérieur du parc forestier de Pirongia (en), à l’ouest de la ville.

## Toponymie
Pirongia est initialement dénommée Alexandra, d’après la princesse de Galles Alexandra de Danemark, mais pour éviter la confusion avec la ville du même nom située dans l’île du Sud, le nom est changé en Pirongia[Quand ?]. Certains des anciens commerces du village, comme l’hôtel Alexandra et le Alexandra Racing Club, ont gardé leur nom ancien. 

## Histoire
À l’extrémité nord de la ville, entre la rivière Waipa et le cours d’eau Mangapiko Stream, se situe le site du pa de Matakitaki. Il est le siège d’une bataille du peuple maori en mai 1822 entre les envahisseurs de la tribu des Ngapuhi, armés de mousquets, conduits par Hongi Hika et les défenseurs du Waikato Tainui conduits par Potatau Te Wherowhero, dans le cadre des guerres des mousquets. La ville de Pirongia est implantée à cet endroit en raison de sa proximité avec la Aukati (la ligne de confiscation des terres), le long de la rivière Puniu et parce qu'il s'agit du point le plus haut de la rivière Waipa que peuvent atteindre les bateaux à vapeur pour approvisionner en toute sécurité les installations frontalières. Par conséquent, Pirongia (alors appelé Alexandra) est créée pour être le centre desservant plusieurs redoutes dans la région. Une extension du village est  ensuite envisagée et 800 parcelles sont prévues. Initialement, il y a deux redoutes militaires, disposées sur les rives est et ouest de la rivière. Plus tard, une troisième redoute de l'armée est construite pour remplacer les deux autres. Situées sur Bellot Street, elle est bien préservée et est protégée par Heritage New Zealand.
Pirongia reste un lieu d’importance stratégique jusqu’en 1881, quand le roi Tāwhiao et ses soutiens déposent symboliquement leurs armes près de l’intersection des rues Crozier et Franklin et déclarent la paix, marquant ainsi la fin du conflit armé.

## Activités économiques
Initialement, la ville prospère rapidement. À son apogée dans le milieu des années 1870, elle compte deux hôtels, une grande variété de boutiques, une banque, un maréchal-ferrant, une bibliothèque de prêts, une école, principalement situés sur Crozier et Franklin Streets, et plus tard un cimetière.
Toutefois, la décision de faire passer le tronçon principal de la voie ferrée via la ville de Te Awamutu et le déclin graduel dans l’importance du transport par voie d’eau sur la rivière qui en résulte, associé à la dispersion du King Country du roi Tāwhiao et donc de ses fidèles, fait que, vers les années 1890, Pirongia (ou Alexandra) est dépassée en influence par Te Awamutu et par d’autres installations situées sur le parcours de la ligne de chemin de fer. De nombreuses entreprises se déplacent vers le site de Te Awamutu ou ferment et la ville devient progressivement un petit centre pour l’agriculture.
Néanmoins, le village connaît une croissance rapide de sa population depuis les années 1980, en tant que cité-dortoir, tandis que ceux qui cherchent un certain style de vie vont travailler à l'extérieur. Le caractère de la ville en est changé, passant d’une cité rurale à une zone suburbaine en une courte période de temps. Pirongia possède actuellement une brigade de sapeurs pompiers ruraux dans le but de protéger la forêt native de la zone. Cette force d’intervention possède des engins spécialisés tout terrain.

## Loisirs
Le Pirongia Rugby Club a une équipe forte dans les compétitions de la région de Waikato.

## Faune
Pirongia est aussi le domicile des fameux chevaux Pirongia Clydesdale régulièrement visibles dans les évènements publics à travers tout le pays.